# 28536 Hunaiwen
28536 Hunaiwen este un asteroid din centura principală de asteroizi.

## Descriere
28536 Hunaiwen este un asteroid din centura principală de asteroizi. A fost descoperit pe 29 februarie 2000 la Socorro, New Mexico, în cadrul proiectului LINEAR. Asteroidul prezintă o orbită caracterizată de o semiaxă mare de 2,57 ua, o excentricitate de 0,15 și o înclinație de 4,1° în raport cu ecliptica.